# 고베 신교통 롯코 아일랜드선
롯코아일랜드선(일본어 六甲アイランド線)은 스미요시역에서 롯코아일랜드의 마린파크역에 이르는 고베 신교통의 자동 안내 궤조식 여객 수송 시스템(AGT) 노선이다. 전선이 효고현 고베시 히가시나다구 내를 주행한다. 애칭은 롯코 라이너(롯코 라이너, Rokko Liner).

## 개요
고베항 앞바다에 건설된 인공섬 ‘롯코 아일랜드’와 스미요시역을 연결하는 교통기관으로 건설되어 1990년 2월 21일에 개업했다. 전선이 복선으로 종점 마린파크역 안쪽에 검사장이 있다.
본 노선은 롯코 아일랜드에 탑승하는 교통기관에서 유일하게 PiTaPa·ICOCA의 교통계 IC 카드를 사용할 수 있다.

### 노선 데이터
- 노선 거리(영업 킬로미터): 4.5km
- 안내 궤조：측방 안내식
- 궤간: 1,700mm
- 역수:6역(기종점역 포함)
- 복선 구간: 전선
- 전기 방식: 3상 교류 600V・60Hz
- 최고 속도: 62.5km/h
- 차량 기지:롯코지마 검사장

## 역사
- 1990년(헤세이 2년) 2월 21일:스미요시-마린 파크간이 개업.

- 1995년(헤세이 7년)
  - 1월 17일 : 한신·아와지 대지진으로 전선 불통.
  - 5월 12일 : 아일랜드 북쪽 출구 - 해양 공원 사이 복구 및 개통.
  - 7월 20일 : 우오자키 - 아일랜드 북쪽 출입구가 복구 및 개통.
  - 8월 23일: 스미요시 - 우오사키간이 복구해 전선 개통

- 2022년(영화 4년)
  - 7월 4일: 밤, 아일랜드 북쪽 출구 - 미나미 우오자키 사이에서 스미요시 행 열차가 장비 고장으로 긴급 정차.
  - 7월 5일: 단선 운행으로 운전. 　
  - 7월 6일: 해당 차량을 철거하고 평상대로 운전 개시.

## 운행 형태
일중 시간대는 시간당 10개(6분 간격)가 운행되고 있다. 아침 저녁은 개수가 많아져 2~4분 간격으로 운행되고 있다.
토요일·휴일은 종일 6분 간격이다.

## 차량

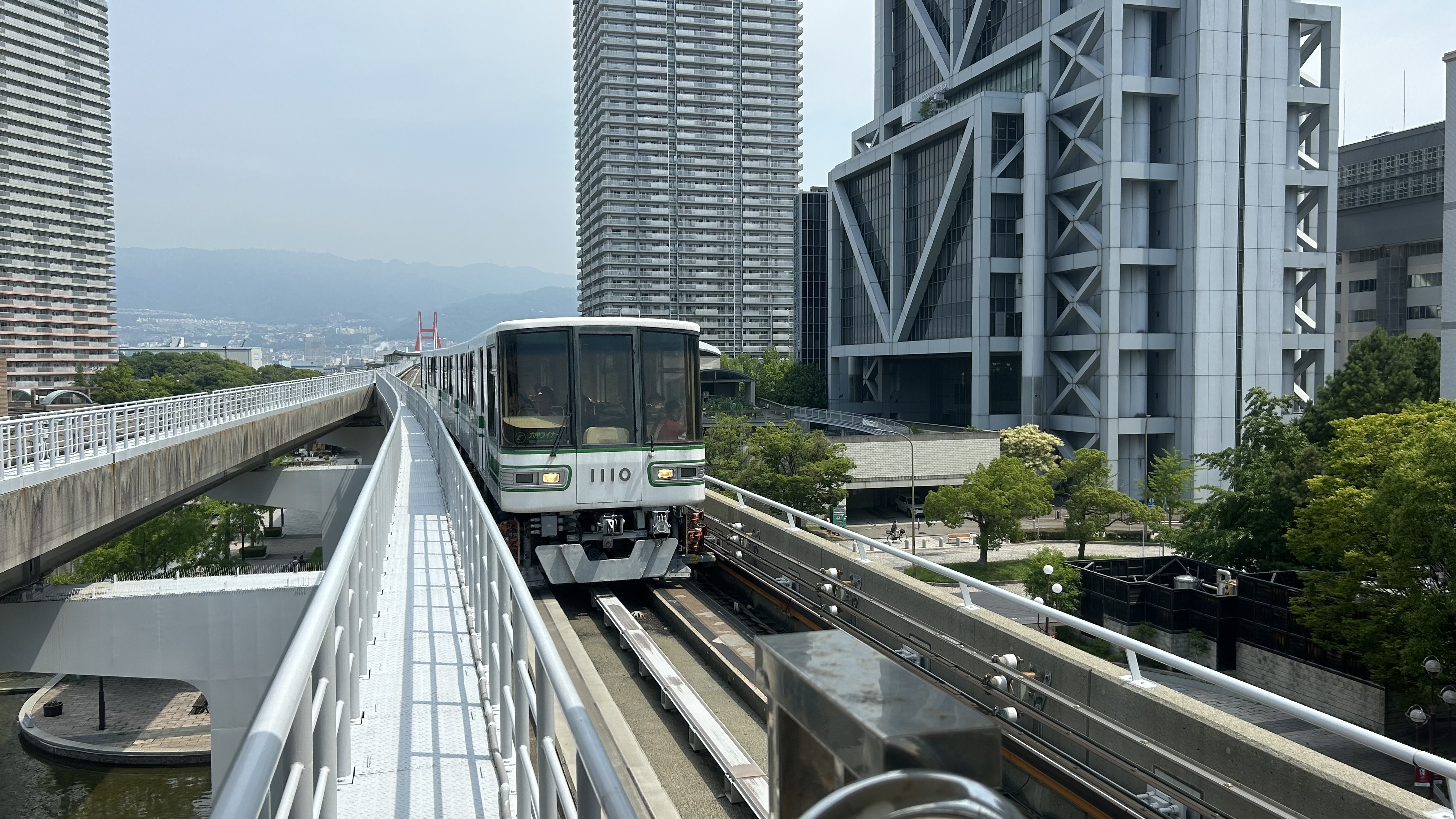
1000형
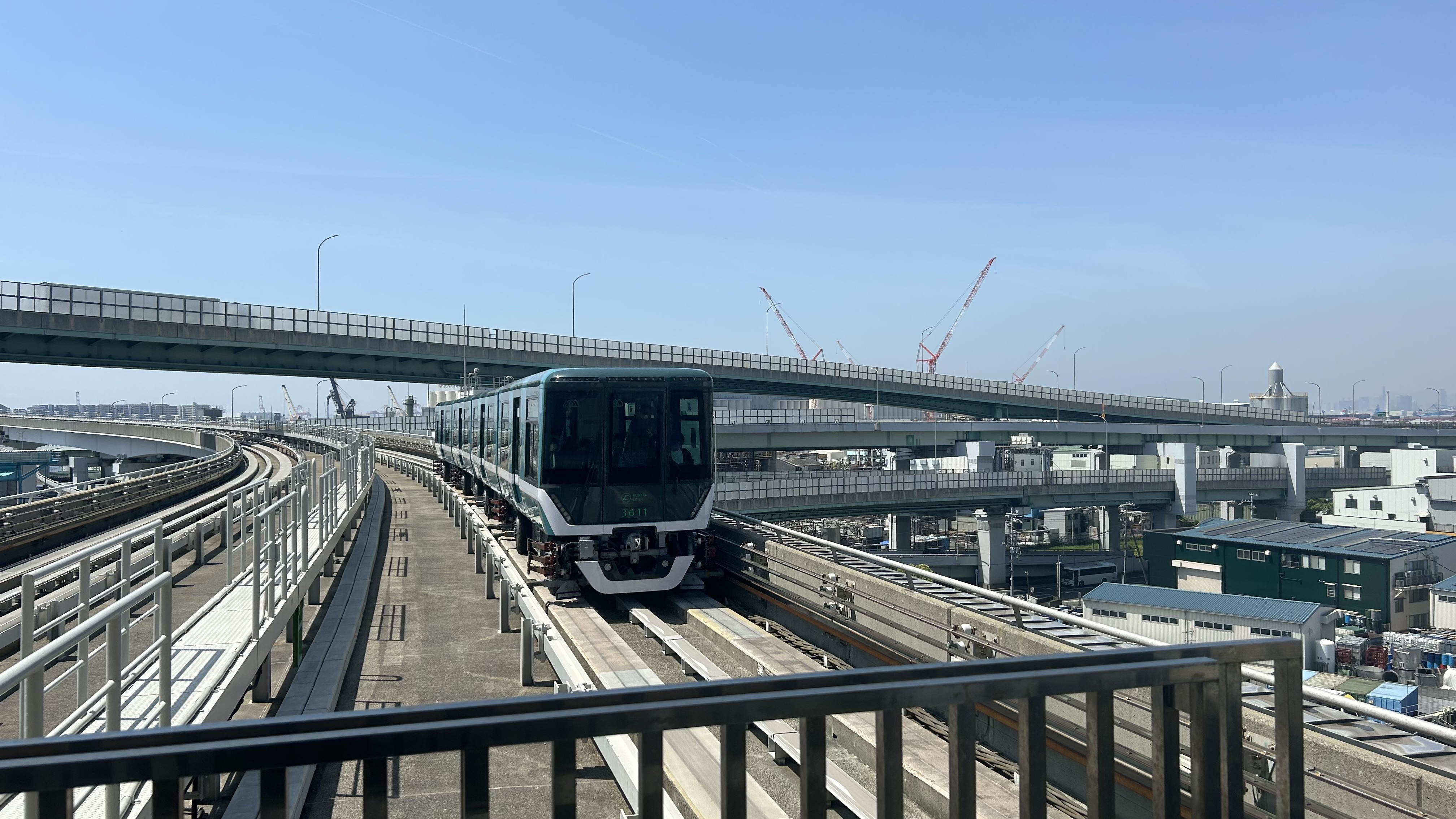
3000형

- 1000형
- 3000형

## 역 목록
| 역 번호 | 역명              | 일본어 역명        | 접속 노선                             | 직원 지원 시간        |
| ------- | ----------------- | ------------------ | ------------------------------------- | --------------------- |
| R01     | 스미요시          | 住吉               | 서일본 여객 철도:A JR 고베선 (JR-A57) | 유인                  |
| R02     | 우오자키          | 魚崎               | 한신 전기철도:HS 본선(HS 23)          | 무인                  |
| R03     | 미나미 우오자키   | 南魚崎             |                                       | 무인                  |
| R04     | 아일랜드 기타구치 | アイランド北口     |                                       | 휴일 일부 시간대 유인 |
| R05     | 아일랜드 센터     | アイランドセンター |                                       | 일부 시간대 유인      |
| R06     | 마린 파크         | マリンパーク       |                                       | 무인                  |

## 같이 보기
- 고베 신교통 포트 아일랜드선